# Ogyrides
Ogyrides (лат.) — род морских креветок, единственный в составе семейства Ogyrididae.

## Описание
Глаза удлинённые, доходят почти до дистального конца усикового стебелька. Первая пара их перейоподов крупная и сходна по размеру со второй парой; с клещневидная. Вторая пара перейопод разделена на четыре членика. Первый максиллипед имеет экзопод, далеко отстоящий от эндита. Но у второго максиллипеда сегменты расположены обычным последовательным образом; экзопод несущий; эндопод 4-сегментный. Мандибула обычно с резцовыми и молярными отростками и пальпами. Вторая максилла с пальпой; эндит хорошо развит.

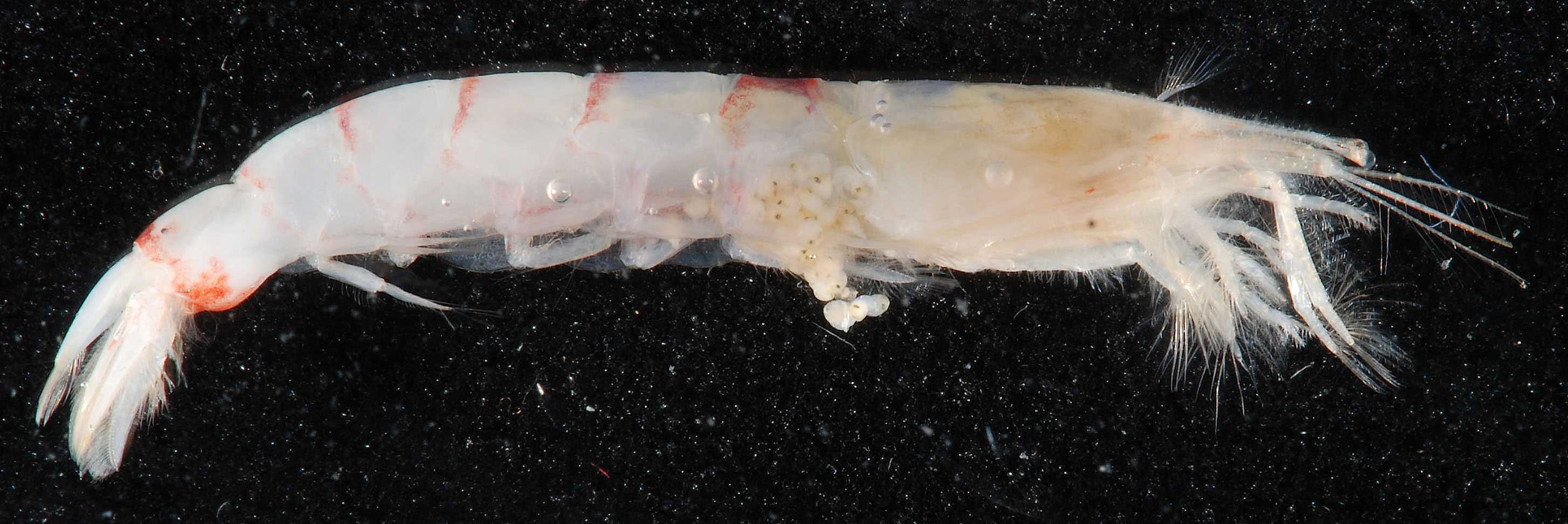
Ogyrides alphaerostris

## Питание
В раннем возрасте большую часть их рациона составляют морской планктон, морские растения и водоросли. Взрослая креветка питается мелкими червями и микроскопическими организмами. Время от времени они могут поедать мёртвую рыбу или крабов.

## Распространение и экология
Этот род распространён вдоль тропических и субтропических побережий по всему миру. Большинство видов этого рода обнаружено у берегов Австралии и Мексики. В этих районах креветки имеют оптимальные условия и температуру для выживания. Один вид Ogyrides mjoebergi заселил восточное Средиземноморье из Красного моря через Суэцкий канал — процесс, известный как лессепсианская миграция.

## Классификация
Родовое название Ogyrides было предложено английским зоологом Томасом Роско Реде Стеббинг в 1914 году в качестве замещающего названия; первоначально род был назван Ogyris в 1860 году Уильямом Стимпсоном, с Ogyris orientalis в качестве его типового вида, но это название было недействительным, поскольку оно было занято родом бабочек-голубянок Ogyris (Lepidoptera), предложенным Джорджем Френчем Ангасом в 1847 году. Род Ogyrides — единственный род в монотипическом семействе Ogyrididae, предложенном Липке Хольтхёйсом в 1955 году.
В род Ogyrides входят следующие виды:
- Ogyrides alphaerostris (Kingsley, 1880)
- Ogyrides delli Yaldwyn, 1971
- Ogyrides hayi Williams, 1981
- Ogyrides mjoebergi (Balss, 1921)
- Ogyrides occidentalis (Ortmann, 1893)
- Ogyrides orientalis (Stimpson, 1860)
- Ogyrides rarispina Holthuis, 1951
- Ogyrides saldanhae Barnard, 1947
- Ogyrides sibogae de Man, 1910
- Ogyrides sindibadi De Grave, Al-Kandari & Anker, 2020[9] — литораль Кувейта
- Ogyrides striaticauda Kemp, 1915
- Ogyrides tarazonai Wicksten & Méndez G., 1988
- Ogyrides wickstenae Ayón-Parente & Salgado-Barragán, 2013[5][10]